# Molophilus remiger
Molophilus remiger är en tvåvingeart som beskrevs av Alexander 1922. Molophilus remiger ingår i släktet Molophilus och familjen småharkrankar. Inga underarter finns listade i Catalogue of Life.